# بروميثيوس
بروميتيه أو بروميثيوس هو عملاق حارب في صف اللآلهة الأولمبية ضد العمالقة في الحرب العظمى، وقد كان ذو حنكة ودهاء ومحبب للبشر دونا عن الآلهة. قصته من أهم القصص في الميثولوجيا الغربية إن لم تكن أهمها على الإطلاق، وترمز القصة لمضامين ودلالات هائلة في الفكر والتاريخ الغربي.

## قصته

### عنه
كان بروميثيوس واحداً من حكماء التايتن. كان اسمه يعنى بعيد النظر وقد كان يملك المقدرة على التنبؤ بالمستقبل. هو ابن لابيتس وكليمينه، وأخو أطلس. عندما قامت الحرب بين كرونوس والتايتن من جهة وزيوس وأخوته من جهة أخرى، انضم بروميثيوس إلى جبهة زيوس، ولذلك عندما أرسل زيوس المنتصر التايتن إلى تارتاروس لعقابهم، عفى عن بروميثيوس والتايتن الموالون له وجعل زيوس من بروميثيوس مستشاراً له لبعد نظره وحكمته.

### أسطورة خلق البشر
عهد زيوس إلى بروميثيوس وأخيه ابيمثيوس تشكيل الحيوانات والبشر.قام ابيمثيوس بتشكيل الحيوانات بينما شكل بروميثيوس البشر، أنهى ابيمثيوس الحيوانات بسرعه بينما استغرق بروميثيوس الكثير من الوقت بالرغم من رغبة بروميثوس اتقان تشكيل البشر إلا أن بطئه الشديد جعل أخيه يستهلك كل الموارد المتاحه في تشكيل الحيوانات : السرعة في العدو، الرؤية عن بعد، السمع عن مسافات بعيدة كما أعطاهم رداء من الفراء ليدفئهم من البرد، ومختلف الأسلحة للدفاع عن نفسها مثل القرون والأنياب ولم يبق شئ للأنسان.
أشفق بروميثيوس على البشر ولجأ إلى زيوس طالباً مساعدته فقد هام بروميثوس حباً بالبشر أكثر مما توقع زيوس الذي لم يشاركه في حبه للبشر، بل كان يريدهم أن يكونوا ضعفاء خائفين حتى لا يمتلكوا القوة التي تمكنهم من تحديه في أحد الأيام.كان زيوس يرى أن المعرفة والمهارات والمواهب لن تجلب الا الشقاء للبشر الفانين، ولكن بروميثيوس كان له رأى أخر وفضل البشر على ملكه المجنون بالسلطة والعظمة، أعطى بروميثيوس البشر العديد من العطايا والهبات التي سرقها من آلهة الأوليمب هيفاستوس وأثينا وغيرهم فأعطاهم فنون العمارة والبناء، النجارة، أستخراج المعادن، علم الفلك، تحديد الفصول، الأرقام والحروف الهجائيه، كما علمهم كيفية أستئناس حيوانات ابيمثيوس وركوبها والأبحار بالسفن، كما أعطاهم موهبة التداوى والشفاء.
غضب زيوس من بروميثيوس غضباً شديداً ورأي أنّه بالغ في شأن البشر ولكنه لم يعاقبه واكتفى بتحذيره. لم يكتفى بروميثيوس بتشكيل البشر بكل تلك الهبات بل قام بسرقة النار من جبل الأوليمب وأعطاء قبس منها للبشر فقد حزن بروميثيوس لرؤية البشر في برد الشتاء محرومون من الدفء والأمن فقرر أن يحضر لهم النيران التي تدفئهم وتؤنسهم بنورها، ذهب بروميثيوس إلى هيفاستوس في جبل الأوليمب سراً حتى لا يفتضح أمره لزيوس، أخذ يبحث بين الكهوف والمغارات عن مقر هيفاستوس وفجأة شق الظلام شراره من النار ووجد برميثيوس نفسه أمام البوابة الضخمة لمقر إله الحدادة هيفاستوس (المكلف بصناعة الأسلحة والدروع للآلهه وفوق ذلك صنع صواعق زيوس). وبينما هيفاستوس منشغل بعمله استطاع بروميثيوس أن يسرق أحد صواعق زيوس وأخفاها داخل عصا مجوفه صنعها من النباتات ثم اعطي قبس منها للبشر، تعلم البشر كيف يقتلوا الحيوانات ويطهون لحومها، تصاعدت رائحة الشواء إلى الأوليمب وعلم زيوس بخيانة بروميثيوس وسرقته للنار ورأي ان البشر لن يدينون له الولاء المناسب إذا غرقوا في النعم فقدم بروميثيوس له عرضاً دليل على الولاء، عرض عليه أن يقاسم البشر لحومهم الشهيه مقابل أن يسمح لهم الأحتفاظ بالنار.قام بروميثيوس المشهور بالدهاء والمكر بتقديم قربانبن إلى زيوس وآلهة الأوليمب.

### مكر القربان
كان القربانين أحداهم عباره عن قطع من اللحم الطازجه هي عباره عن كل ما يؤكل في الثور مخبأه داخل الامعاء (شئ طاهر زكي في صوره كريهه)، والقربان الأخر كان عباره عن عظام ثور ملفوفه في دهن وشحم براق (شئ كريه في صوره مبهره).خدع زيوس وأختار القربان الثانى للآلهه وبذلك أستطاع البشر الأحتفاظ باللحم لنفسهم وحرق العظام بعد كسيها بالدهن كقربان للآلهه.

## بالمستقبل

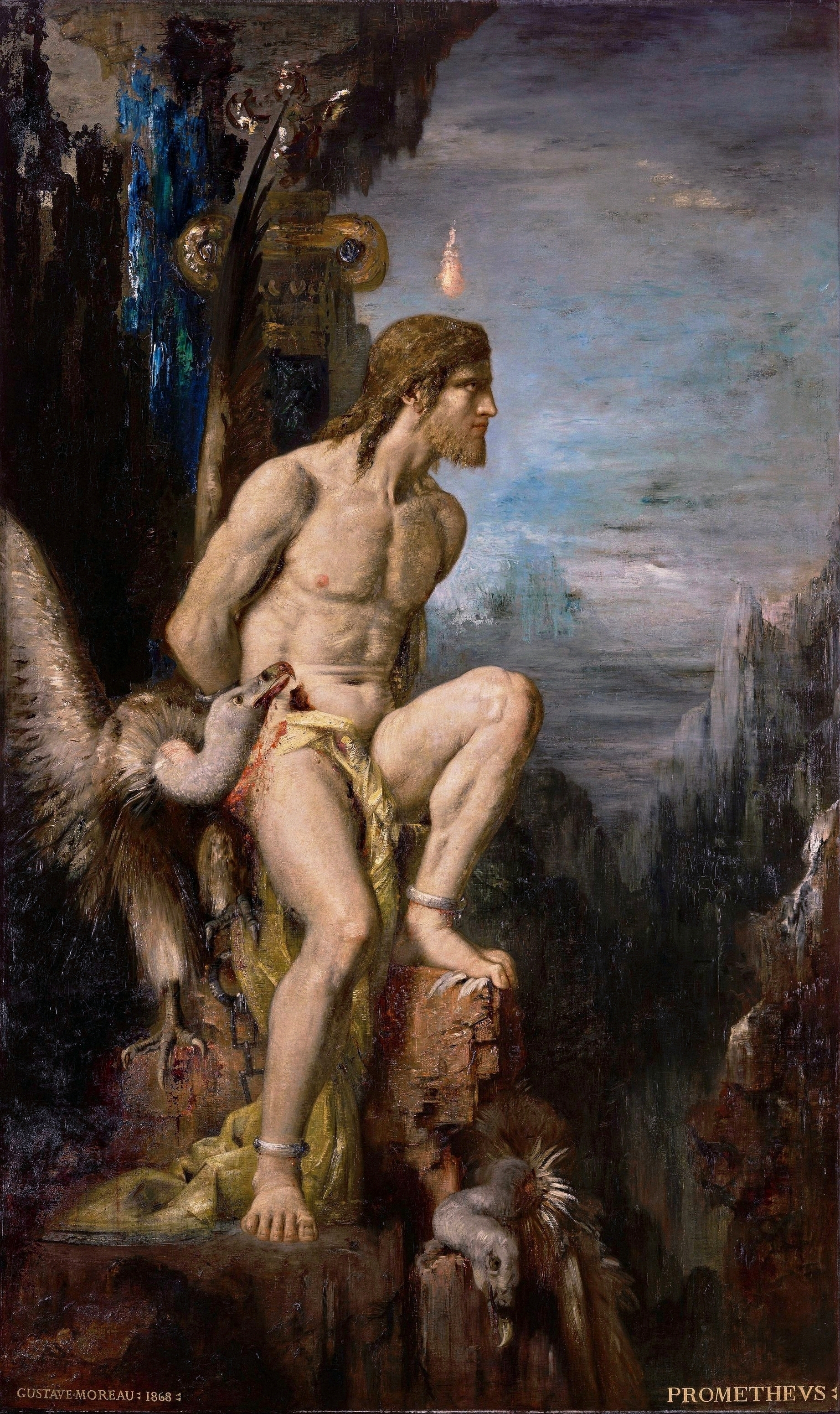
بروميثيوس يتلقى عقاب الإله زيوس، لوحة للرسام الفرنسي غوستاف مورو 1868

و مع ظهور النار بدأ سيل من الأختراعات والتقدم البشرى. وفي وقت قصير كان الفن والحضارة والثقافة تغزو الأرض المحيطة بالأوليمب.و مع هذا التغير اختلفت نظرة الأوليمب إلى البشر الفانين وزاد أعجابهم بهم، فهم ليسوا مجرد حيوانات همجيه، بل هم عاقلون ولهم القدرة على الأبداع والأبتكار.غضب زيوس لذلك غضباً شديداً أهتز له جبل الأوليمب، وقرر عقاب بروميثيوس على الأثم الذي أرتكبه في حق سادة الأوليمب.أستدعى هيفاستوس وطلب منه أن يصنع سلاسل قويه حتى يقيد بها بروميثيوس على صخره في جبال القوقاز. وكان كل صباح يأتيه نسر عملاق يدعى اثون ينهش كبده، الذي يعود لينمو من جديد في المساء ليستمر عقاب بروميثيوس الأبدى.كان بروميثيوس يتلقى عقابه متماسكاً سعيداً لأن البشر يعيشون حياه سعيده، ولكونه بعيد النظر وقادر على التنبؤ، فقد كان يعلم أنه سيأتى أحد الأبطال من أبناء الآلهة ويخلصه من عذابه. وكان يرى أيضاً أنه سيأتى من نسل زيوس من يقتله ويتولى الحكم من بعده، لتكون نهاية زيوس المتجبر.
عرض زيوس على بروميثيوس حريته مقابل أخباره بالنبوءة التي تتعلق بأقصاءه عن العرش، ولكن بروميثيوس رفض ذلك.لم يخفف هذا العقاب من غضب زيوس، بل قرر عقاب البشر جميعاً. قرر أعطاء البشر هبه أخرى من شأنها تغيير كل الخير الذي جلبته هبات بروميثيوس الأخرى.كانت هذه الهبة هي المرأة.أمر زيوس هيفاستوس أن يشكل مرأه جميله من نيران مرجلهاعطاها هيفاستوس جسدها النارى وصوتها أعطتها أثينا قوة التحمل والقدرة على الأبداع أعطتها أفروديت ألهة الحب سحراً جذاباً حول رأسها وأعطاها هيرميس عقل صغير والسطحيه في التفكير. ثم سميت هذه المخلوقه الحسناء باندورا (التي منحت كل شئ).أرسل زيوس باندورا إلى إبيمثيوس شقيق بروميثيوس حامله صندوق مغلق مكتوب عليه «لا تفتحه».
كان إبيمثيوس حكيماً ولم يكن ليقبل هديه من الأوليمب وخاصه من زيوس، ولكن ما أن رأى باندورا حتى خلبت لبه وأصبح عاجزاً أمامها، لم يملك القدرة على مقاومة سحرها وتقبلها طائعاً راضياً وتزوجها.لكن إبيمثيوس رفض أن يفتح صندوق باندورا، لكن زوجته الحسناء أخذت تلح عليه أن يفعل من يدرى أية كنوز تختفى داخله.لقد صارت حياة باندورا جحيماً وهي تجلس طوال الليل إلى جانب الصندوق تتخيل ما فيه. كان الفضول يقتلها، وفي النهاية انتهزت باندورا فرصة غياب زوجها وفتحت الصندوق. وفجأه أظلم العالم وخرجت أرواح شريره (الفقر، النفاق، المرض والجوع) من الصندوق، راحت المسكينه تدور حول نفسها في ذعر محاوله اغلاق الصندوق فلم تستطع.في النهاية أغلقته ولكن بعد فوات الأوان، لقد ملأت الشرور العالم وتحولت جنة الأرض إلى جحيم البشر، ولم يتبق من الأرواح حبيساً الا ضوء ساطع يقال انه الأمل ولكن حقيقة وجوده بصندوق الشرور قد يعني انه الأمل الزائف. لذلك كان الأمل في قلوب البشر ليخفف عنهم الشرور والأثام التي تحيط بهم. بينما بروميثيوس معلقاً من قيوده على صخور جبل القوقاز، بعد ثلاثة عشر جيلاً، أتى البطل هرقل ابن زيوس متسلقاً الجبل، ويقتل النسر ويحرر بروميثيوس من قيوده.
سأل هرقل بروميثيوس عن وسيلة أسترداد حريته، قال بروميثيوس أنه يجب أن يحل محله خالد آخر في تارتاروس، بمعنى أخر يجب على أحد الخالدين أن يتنازل عن خلوده ويموت.كان شيرون القنطور الحكيم ابن كرونوس (أخ غير شقيق لزيوس) لذلك كان خالداً، ولكنه كان مصاب بجرح لا شفاء منه لدرجة أنه تمنى الموت.و عندما عرض عليه هرقل الأمر وافق أن يحل محل بروميثيوس ويتنازل عن خلوده خلاصاً من عذابه الأبدى، ورداً لذلك الفعل النبيل أصبح شيرون من أبراج السماء (برج القوس).انزعج زيوس لرؤية بروميثيوس يفلت من عقاب تلو الأخر، فقرر أغراق البشر جميعاً وأهلاكهم بطوفان كبير.تنبأ بروميثيوس الحكيم بالطوفان وحذر أحد البشر الطاهرين وهو ديوكاليون وزوجته بيرها أبنة أخيه إبيمثيوس وباندورا.بعد انتهاء الطوفان ونجاة ديوكاليون وبيرها زوجته على جبل برناسوس أحسا بالوحشة والوحدة ذهبا إلى العرافة ثيميس، وبناء على مشورتها قام ديوكاليون وبيرها بألقاء الحجارة وراء ظهورهم.من الحجارة التي رماها ديوكاليون تولد الرجال ومن الحجارة التي رمتها فيريا تولدت النساء.انجب ديوكاليون وبيرها ولداً اسمياه هيلين والذي نسب اليه اليونانيين (الهيلانيين).و في النهاية رضى زيوس أن يمنح بروميثيوس حريته ولكنه أراد أن يحمل بروميثيوس دائماً ذكرى عقابه، فأمره بصنع خاتم حديدى من السلاسل التي كان مقيداً بها. ومن ذلك اليوم والبشر يصنعون الخواتم أحتفالاً ببروميثيوس وتقديره لصنيعه.